# Os dias da MadreDeus
Albums de Madredeus
Existir
(1990)
Os dias da MadreDeus est le premier album du groupe portugais Madredeus sorti en 1987 au Portugal. L'album fut réédité à l'international en 1996.

## Titres de l'album
1. As montanhas
2. A sombra
3. A vaca de fogo
4. Os pássaros quando morrem caem no céu
5. Adeus... E nem voltei
6. A peninsula
7. A cantiga do campo
8. Fado do Mindelo
9. A marcha da oriental
10. A cidade
11. Maldito dia aziago
12. A andorinha
13. O Brasil
14. O meu amor vai embora
15. Amanhã

La cassette comprend également le titre A estrada do monte.

## Musiciens
- Teresa Salgueiro : chant
- Pedro Ayres Magalhães (pt) : guitare classique
- Rodrigo Muñoz : claviers
- Gabriel Gomes : accordéon
- Francisco Ribeiro (pt) : violoncelle